# Une petite femme (Kafka)
Ne doit pas être confondu avec Une petite femme (Romain Gary).
Une petite femme est une nouvelle de l'auteur germanophone Franz Kafka écrite en 1923 et parue le 20 avril 1924 dans son recueil de nouvelles Un artiste de la faim où elle est en deuxième place, après Première Souffrance et avant Un artiste de la faim et Joséphine la Cantatrice.

## Résumé
Le narrateur décrit une petite femme assez jeune de son entourage. Il la dit pauvre, mais coquette et enthousiaste. Le seul problème est que cette femme est souvent énervée par le narrateur alors que celui-ci estime qu'elle ferait bien mieux de l'ignorer. En effet, il lui affirme qu'il n'a aucun lien avec elle, mais celle-ci s'outrage de cela et semble beaucoup souffrir de cette situation.
Le narrateur pense devoir se justifier auprès du monde de ce qu'il fait subir à cette femme, et estime être à l'abri des critiques, étant une personne respectable. Il nie le fait que la petite femme puisse l'aimer. Cependant, cette situation reste la même pendant plusieurs années et les deux personnages vieillissent. Le narrateur estime finalement pouvoir faire abstraction de cette femme.

## Analyse biographique
Kafka a rédigé ce texte entre octobre et novembre 1923 à Berlin, alors qu'il vivait encore avec son amante Dora Diamant. Certains critiques estiment que ce texte relate leur relation difficile. De façon plus générale, les personnages féminins de Kafka sont vus, par ses biographes, plutôt comme des obstacles, voire des ennemies.